# Taylor Handley
Taylor Laurence Handley (Santa Bárbara, Califórnia, 1 de junho de 1984) é um ator norte-americano.
Em 1998, Taylor interpretou Rory Buck no filme Jack Frost. Handley estrelou no filme original do Disney Channel Phantom of the Megaplex. Handley apareceu em três episódios durante a última temporada de Dawson's Creek e estrelou durante um episódio de CSI: Crime Scene Investigation. Em 2003/2004, Handley apareceu em seis episódios da primeira temporada de The O.C., Como Oliver Trask, um adolescente mentalmente instável que, depois de conhecer Marissa Cooper em uma clínica de terapia, torna-se apaixonado por ela, a ponto de quase se suicidar por ela. Em 2006, Handley apareceu em três filmes: The Standard, The Texas Chainsaw Massacre: The Beginning e In From The Night. O próximo filme de Handley, September Dawn, foi lançado nos cinemas em 24 de agosto de 2007.
Em 2006 participou na serie Cold Case como Steve Jablonski, um adolescente que foi assassinado  em 1980.
Em 2007, Handley estrelou como Johnny Miller no programa de televisão CW de curta duração, Hidden Palms.
Em 9 de abril de 2009, ele estrelou no piloto de Southland, interpretando o personagem Wade. voltou como Wade no segundo episódio da segunda temporada.
Handley também co-estrelou ao lado de Dennis Quaid na série Vegas, interpretando o personagem Dixon Lamb.
Em 2013, ele também apareceu no comercial de lançamento do console PS4.

## Filmografia

### Filmes
| Filmes | Filmes                                     | Filmes          | Filmes         |
| Ano    | Título                                     | Papel           | Notas          |
| ------ | ------------------------------------------ | --------------- | -------------- |
| 1998   | Jack Frost                                 | Rory Buck       |                |
| 2000   | Phantom of the Megaplex                    | Pete Riley      | Telefilme      |
| 2003   | Then Came Jones                            |                 | Telefilme      |
| 2005   | Zerophilia                                 | Luke            |                |
| 2006   | In from the Night                          | Bobby           | Telefilme      |
| 2006   | The Standard                               | Ryan            |                |
| 2006   | The Texas Chainsaw Massacre: The Beginning | Dean            |                |
| 2007   | September Dawn                             | Micah Samuelson |                |
| 2010   | Skateland                                  | Kenny Crawford  |                |
| 2011   | Battle: Los Angeles                        | Simmons         |                |
| 2011   | Sink Into You                              | John D          | Curta-metragem |
| 2012   | Chasing Mavericks                          | Sonny           |                |
| 2013   | Channeling                                 | Wyatt Maddox    |                |
| 2013   | Mentryville                                | Dean            |                |
| 2018   | Bird Box                                   | Jason           | Netflix        |

### Televisão
| Televisão | Televisão                      | Televisão        | Televisão          |
| Ano       | Título                         | Papel            | Notas              |
| --------- | ------------------------------ | ---------------- | ------------------ |
| 1999      | Sons of Thunder                | Joseph McNulty   | 1 episódio         |
| 1999      | Odd Man Out                    | Robert           | 1 episódio         |
| 2001      | Go Fish                        | Hazard           |                    |
| 2002      | Frasier                        | Trent            | episódio Juvenilla |
| 2002      | NYPD Blue                      | Nick Bowen       | 1 episódio         |
| 2002      | Touched by an Angel            | Ricky            | 1 episódio         |
| 2002      | CSI: Crime Scene Investigation | Max Newman       | 1 episódio         |
| 2003      | Becker                         | Brad             | 1 episódio         |
| 2003      | Dawson's Creek                 | Patrick          | 3 episódios        |
| 2003-2004 | The O.C.                       | Oliver Trask     | 6 episódios        |
| 2006      | Cold Case                      | Steve Jablonski  | 1 episódio         |
| 2007      | CSI: Miami                     | Travis Peck      | 1 episódio         |
| 2007      | Hidden Palms                   | Johnny Miller    | 8 episódios        |
| 2009      | Numb3rs                        | James Arthur     | 1 episódio         |
| 2009      | Southland                      | Wade             | 2 episódios        |
| 2009      | The Cleaner                    | Travis Nathanson | 1 episódio         |
| 2010      | CSI: NY                        | Billy Travis     | 1 episódio         |
| 2011      | The Glades                     | Trey Lancer      | 1 episódio         |
| 2011      | Law & Order: Los Angeles       | Eric Kentner     | 1 episódio         |
| 2012-2013 | Vegas                          | Dixon Lamb       |                    |

### Produtor
- Sink Into You (2011)